# Miran Jerič
Miran Jerič, slovenski politik, poslanec in elektrotehnik, * 6. junij 1958, Trbovlje.

## Življenjepis
Leta 1992 je bil izvoljen v 1. državni zbor Republike Slovenije; v tem mandatu je bil član naslednjih delovnih teles:
- Komisija za nadzor nad delom varnostnih in obveščevalnih služb,
- Odbor za obrambo in
- Odbor za infrastrukturo in okolje.

Od leta 2002 je župan občine Hrastnik.
Miran Jerič, član Liberalne demokracije Slovenije, je bil leta 2004 tretjič izvoljen v Državni zbor Republike Slovenije; v tem mandatu je bil član naslednjih delovnih teles:
- Odbor za lokalno samoupravo in regionalni razvoj,
- Odbor za okolje in prostor in
- Mandatno-volilna komisija.